# Recopa d'Europa de futbol 1986-87
La Recopa d'Europa de futbol 1986-87 fou la vint-i-setena edició de la Recopa d'Europa de futbol. La final fou guanyada per l'Ajax Amsterdam davant del Lokomotive Leipzig.

## Primera ronda
| Equip 1           | Global | Equip 2                  | Anada | Tornada |
| ----------------- | ------ | ------------------------ | ----- | ------- |
| AS Roma           | 2-2(p) | Real Zaragoza            | 2-0   | 0-2     |
| Żurrieq FC        | 0-7    | Wrexham FC               | 0-3   | 0-4     |
| B 1903            | 1-2    | Vitosha Sofia            | 1-0   | 0-2     |
| Vasas SC          | 4-5    | FK Velež Mostar          | 2-2   | 2-3     |
| 17 Nëntori Tirana | 3-1    | FC Dinamo Bucureşti      | 1-0   | 2-1     |
| Malmö FF          | 7-2    | Apollon Limassol FC      | 6-0   | 1-2     |
| Bursaspor         | 0-7    | Ajax Amsterdam           | 0-2   | 0-5     |
| Olympiacos        | 6-0    | US Luxemburg             | 3-0   | 3-0     |
| SL Benfica        | 4-1    | Lillestrøm S.K.          | 2-0   | 2-1     |
| Waterford United  | 1-6    | FC Girondins de Bordeaux | 1-2   | 0-4     |
| FC Haka           | 3-5    | FC Torpedo Moscou        | 2-2   | 1-3     |
| VfB Stuttgart     | 1-0    | Spartak Trnava           | 1-0   | 0-0     |
| SK Rapid Wien     | 7-6    | Club Brugge              | 4-3   | 3-3     |
| Glentoran F.C.    | 1-3    | 1. FC Lokomotive Leipzig | 1-1   | 0-2     |
| Fram              | 0-4    | GKS Katowice             | 0-3   | 0-1     |
| Aberdeen FC       | 2-4    | FC Sion                  | 2-1   | 0-3     |

## Segona ronda
| Equip 1           | Global | Equip 2                  | Anada | Tornada |
| ----------------- | ------ | ------------------------ | ----- | ------- |
| Real Zaragoza     | 2(c)-2 | Wrexham FC               | 0-0   | 2-2(pr) |
| Vitosha Sofia     | 5-4    | FK Velež Mostar          | 2-0   | 3-4     |
| 17 Nëntori Tirana | 0-3    | Malmö FF                 | 0-3   | 0-0     |
| Ajax Amsterdam    | 5-1    | Olympiacos               | 4-0   | 1-1     |
| SL Benfica        | 1-2    | FC Girondins de Bordeaux | 1-1   | 0-1     |
| FC Torpedo Moscou | 7-3    | VfB Stuttgart            | 2-0   | 5-3     |
| SK Rapid Wien     | 2-3    | 1. FC Lokomotive Leipzig | 1-1   | 1-2(pr) |
| GKS Katowice      | 2-5    | FC Sion                  | 2-2   | 0-3     |

## Quarts de final
| Equip 1                  | Global | Equip 2           | Anada | Tornada |
| ------------------------ | ------ | ----------------- | ----- | ------- |
| Real Zaragoza            | 4-0    | Vitosha Sofia     | 2-0   | 2-0     |
| Malmö FF                 | 2-3    | Ajax Amsterdam    | 1-0   | 1-3     |
| FC Girondins de Bordeaux | 3(c)-3 | FC Torpedo Moscou | 1-0   | 2-3     |
| 1. FC Lokomotive Leipzig | 2-0    | FC Sion           | 2-0   | 0-0     |

## Semifinals
| Equip 1                  | Global | Equip 2                  | Anada | Tornada  |
| ------------------------ | ------ | ------------------------ | ----- | -------- |
| Real Zaragoza            | 2-6    | Ajax Amsterdam           | 2-3   | 0-3      |
| FC Girondins de Bordeaux | 1-1(p) | 1. FC Lokomotive Leipzig | 0-1   | 1-0 (pr) |

## Final
Tretze anys després de guanyar la Supercopa d'Europa, l'Ajax sumà un nou títol europeu en derrotar el Lokomotiv Leipzig, que es convertia en el tercer equip de l'antiga RDA que es classificava per a una final continental. L'únic gol del partit va ser obra de Marco Van Basten, poc abans de ser fitxat pel Milan.
| Ajax Amsterdam | 1 - 0 | Lokomotiv Leipzig |
| -------------- | ----- | ----------------- |
| Van Basten 21' |       |                   |

| Guanyador de la Recopa d'Europa 1986-87 |
| --------------------------------------- |
| Ajax Amsterdam Primer títol             |